# Cry-Baby
A Cry-Baby 1990-ben bemutatott amerikai zenés filmvígjáték, melyet John Waters írt és rendezett. A főszerepben Johnny Depp látható.

## Történet
Wade "Cry-Baby" Walker a leghidegebb, legkeményebb fickó a baltimore-i középiskolában. Képes arra, hogy egyetlen könnycseppet görgessen végig az arcán, és ezzel minden lányt meg tud őrjíteni, különösen Alison Vernon-Williamst. A gyönyörű és gazdag lány hamarosan Cry Baby rocker-bandájához csapódik. Nem sok idő kell hozzá, s máris magáénak érzi a rockabilly zenét és a suhanó kocsikat.

## Szereplők
| Szereplő                                | Színész        | Magyar hang     |
| --------------------------------------- | -------------- | --------------- |
| Wade "Cry-Baby" Walker                  | Johnny Depp    | Stohl András    |
| Allison Vernon-Williams                 | Amy Locane     | Urbán Andrea    |
| Mrs. Vernon-Williams, Allison nagyanyja | Polly Bergen   | Szabó Éva       |
| Ramona Rickettes, Cry-Baby nagyanyja    | Susan Tyrrell  | Andresz Kati    |
| Belvedere Rickettes, Ramona férje       | Iggy Pop       | Jakab Csaba     |
| Baldwin, Allison barátja                | Stephen Mailer | Csőre Gábor     |
| Pepper Walker, Cry-Baby lánytestvére    | Ricki Lake     | Kocsis Mariann  |
| Wanda Woodward                          | Traci Lords    | Dögei Éva       |
| Mona Malnorowski                        | Kim McGuire    | Némedi Mari     |
| Milton Hackett, Mona barátja            | Darren Burrows | Welker Gábor    |
| Lenora Frigid                           | Kim Webb       | Závodszky Noémi |
| Pepper Walker fia                       | Jonathan Benya |                 |
| Susie Q                                 | Jessica Raskin |                 |
| Mr. Malnorowski                         | Troy Donahue   | Holl Nándor     |
| Mrs. Malnorowski                        | Mink Stole     |                 |
| Hateful Guard                           | Willem Dafoe   | Holl Nándor     |